# Chrysodium harlandii
Chrysodium harlandii là một loài dương xỉ trong họ Pteridaceae. Loài này được Hance mô tả khoa học đầu tiên năm 1872.
Danh pháp khoa học của loài này chưa được làm sáng tỏ. 